# Hydropsyche grahami
Hydropsyche grahami är en nattsländeart som beskrevs av Banks 1940. Hydropsyche grahami ingår i släktet Hydropsyche och familjen ryssjenattsländor. Inga underarter finns listade i Catalogue of Life.